# Єрчики
Є́рчики  — село в Україні, у Квітневій сільській територіальній громаді Житомирського району Житомирської області. Чисельність населення — 364 особи. Лежить над річкою Унава.

## Населення

### Мова
Розподіл населення за рідною мовою за даними перепису 2001 року:
| Мова       | Відсоток |
| ---------- | -------- |
| українська | 97,16 %  |
| російська  | 2,13 %   |
| інші       | 0,71 %   |

## Історія
Історична дата утворення  — 1622 рік.
Під час організованого радянською владою Голодомору 1932—1933 років померло щонайменше 277 жителів села.
Село добре відоме за межами Житомирської області своїм розвинутим сільським господарством та високими врожаями. Приватна агрофірма «Єрчики» також один з лідерів тваринництва в Україні. Керівником агрофірми «Єрчики» був Герой України Володимир Дідківський, який отримав звання Героя України за вагомий внесок у розвиток аграрного сектора. На племінному заводі агрофірми представлені найкращі племінні породи великої рогатої худоби, зокрема, українська червоно-ряба та українська чорно-ряба.
За десять останні 10 років у Єрчиках з'явилася нова вулиця — 50 котеджів для своїх працівників збудувала агрофірма. Придбали комп'ютерний клас для школи, за власний кошт утримують дитсадок. У селі спорудили сауну, кафе, пекарню.
У липні 2005 року у селі відкрито нову цифрову телефонну станцію типу «ЄС-11» ємністю 330 номерів.
До 10 серпня 2016 року — адміністративний центр Єрчицької сільської ради Попільнянського району Житомирської області.

## Відомі люди
- Дідківський Володимир Олександрович (1953—2023)[7][8] — директор приватної агрофірми «Єрчики» (від 2000 року), Герой України (2002), Заслужений працівник сільського господарства України (2009).
- Нечипоренко Олександр Лаврович (нар. 1947 р.) — народний депутат України I скликання, адвокат, віце-президент Спілки адвокатів України, член Вищої ради юстиції України, Заслужений юрист України).
- Струк Владислав Ігорович (1996—2022) — солдат Збройних сил України, учасник російсько-української війни.